# Cierpisław
Cierpisław – imię męskie pochodzenia słowiańskiego, nienotowane w zachowanych dokumentach staropolskich. Istnieje zapis wyłącznie podobnego imienia żeńskiego: Cirzpisława oraz męskiego: Cirzpibog.
Cierpisław imieniny obchodzi 29 lipca.